# Exposition Universelle (1867)
 For alternative betydninger, se Exposition Universelle. (Se også artikler, som begynder med Exposition Universelle)
Exposition Universelle var en verdensudstilling afholdt på Champ-de-Mars i Paris, fra 1. april til 31. oktober 1867. 50.226 udstillere fra flere lande deltog. Udstillingen blev besøgt af godt 9 millioner mennesker.
- Ducuing, François, Vol 1: L'Exposition universelle de 1867 illustrée: publication internationale autorisée par la Commission impériale.  (Paris: Bureaux d'Abonnements, 1867).
- Ducuing, François, Vol 2: L'Exposition universelle de 1867 illustrée: publication internationale autorisée par la Commission impériale.  (Paris: Bureaux d'Abonnements, 1867).

- Wikimedia Commons har flere filer relateret til Exposition Universelle (1867)

| Festival | Spire Denne artikel om festivaler og mærkedage er en spire som bør udbygges. Du er velkommen til at hjælpe Wikipedia ved at udvide den. |

48°51′22″N 2°17′52″Ø / 48.856054°N 2.297881°Ø